# 도르지팔라밍 나르망다흐
도르지팔라밍 나르망다흐(몽골어: Доржпаламын Нармандах, 1975년 12월 18일~)는 몽골의 유도 선수, 지도자이다. 1996년 하계 올림픽에서 남자 미들급 동메달을 획득했다.